# Amtsgericht Bad Bramstedt
Das Amtsgericht Bad Bramstedt (bis 1910 Amtsgericht Bramstedt) war ein deutsches Amtsgericht mit Sitz in Bad Bramstedt.

## Geschichte
Mit der Annexion Schleswig-Holsteins wurden 1867 in der nunmehr preußischen Provinz fünf Kreisgerichte und das übergeordnete Appellationsgericht Kiel eingerichtet. Als Eingangsgerichte wurden Amtsgerichte geschaffen, darunter das Amtsgericht Bramstedt als eines von 16 Amtsgerichten des Kreisgerichts Kiel. Den Gerichtssprengel bildete die Kirchspielvogtei Bramstedt, das Gut Bramstedt, von der Herrschaft Breitenburg: die Dorfschaften Mönkloh, Hasselbusch, Weddelbrokerdamm, der Breitenburger Anteil von Hitzhusen. Vom Kloster Itzehoe: Armstedt und Quarnstedt, von Kirchspielvogteidistrikt Segeberg die Dorfschaft Hasenmoor mit Fuhlenrüe und der Hof Weide, ferner der bisher Amts-Neumünstersche Teil des Kirchspiels Großenaspe mit dem Neumünsterschen Anteil von Heidemühlen.
Mit dem Inkrafttreten des deutschen Gerichtsverfassungsgesetzes am 1. Oktober 1879 wurden reichsweit einheitlich Amts-, Land- und Oberlandesgerichte geschaffen. Das Amtsgericht Bramstedt blieb bestehen und war nun dem Landgericht Kiel nachgeordnet.
Sein Gerichtsbezirk umfasste daraufhin aus dem Kreis Segeberg der Fleckensbezirk Bramstedt, die Gemeindebezirke Armstedt, Bimöhlen, Borstel, Bredenbekshorst, Föhrden-Barl, Fuhlendorf, Götzberg, Hagen, Hardebek, Hasenkrug, Hasenmoor, Heidmühlen, Henstedt, Hitzhusen, Küttbiel, Kaltenkirchen, Kampen, Kattendorf, Kisdorf, Lentföhrden, Mönkloh, Mützen, Oersdorf, Schmalfeld, Sievershütten, Stuvenborn, Struvenhütten, Ulzburg, Wakendorf, Weddelbrook, Weide, Wiemersdorf und Winsen sowie die Forstgutsbezirke Segeberg II und IV. Am Gericht bestand 1880 eine Richterstelle. Das Amtsgericht war damit ein kleines Amtsgericht im Landgerichtsbezirk.
Im Jahre 1910 wurde Bramstedt in Bad Bramstedt umbenannt, entsprechend änderte sich der Name des Amtsgerichts Bramstedt zu Amtsgericht Bad Bramstedt. Im Jahre 1999 wurde das Amtsgericht Bad Bramstedt aufgehoben und das Amtsgericht Neumünster übernahm seine Aufgaben.

## Richter
- Max Necker (1945 bis 1955)